# Герб Кудымкара
Герб города Кудымкар — опознавательно-правовой знак, составленный и употребляемый в соответствии с правилами геральдики, являющийся основным официальным символом местного самоуправления.
Муниципальный герб утверждён Решением Думы муниципального образования «Городской округ — город Кудымкар» № 57 от 25 апреля 2008 года.

## Описание герба
В серебряном поле червленый (красный) идущий медведь, сопровождаемый во главе слева лазоревой (синей, голубой) "перной" (в виде косого восьмиконечного равноконечного сквозного креста, стороны которого попарно параллельны друг другу).
2.2. Толкование описания значения символов, изображенных на гербе.
Эмблема идущего медведя символизирует движение вперед, развитие духовных и физических сил, уверенность в будущем, твердость в добрых стремлениях и помыслах, является знаком спокойствия и миролюбивого добрососедства.
Медведь - один из распространенных героев (персонажей) коми-пермяцкого эпоса, хозяин лесов.
"Перна" (звезда) - элемент орнаментального мотива, наиболее характерного для прикладного искусства коми-пермяков, национальный символ служит эмблемой древности происхождения, вечности, путеводности, высоких стремлений и счастья.

## История
14 июля 1983 года исполнительный комитет Кудымкарского городского Совета народных депутатов своим решением № 159 утвердил герб города Кудымкара по проекту главного художника Коми-Пермяцкого окружного драматического театра Дмитрия Сергеевича Евстигнеева
В лазоревом щите золотой медведь натурального вида между стилизованных золотых веток ели и колосьев пшеницы, соединенных червлёной лентой с золотым элементом орнамента. В червлёной главе щита - золотыми стилизованными буквами название города - "Кудымкар".
Герб Кудымкара переутвержден Решением решением Кудымкарской городской Думы от 12.04.1996 N 39 «Об утверждении Герба г. Кудымкара».
Форма Герба традиционная - в виде щита. На красно - синем поле, обозначающем принадлежность Коми - Пермяцкого автономного округа, центром которого город Кудымкар является, составу РСФСР.
В верхней части Герба по красному полю стилизованная надпись "Кудымкар", выполненная с элементами шрифта, являющегося исходным для коми - пермяцкого.
В центре Герба стилизованное изображение медведя, являющегося прообразом национального героя - Кудым - Оша. Ош - в переводе на русский язык - медведь.
Обрамление из колосьев и веток хвойного дерева говорит о богатстве хлебом и лесом коми - пермяцкого края. Элемент коми - пермяцкого орнамента говорит о культуре народа.
Автор Герба - заслуженный художник РСФСР, художник окружного драматического театра имени М.Горького Д.С.Евстигнеев
.